# Zlatoje Martinov
Zlatoje Martinov (Pančevo, 16. decembar 1953) književni je kritičar, publicista, esejista i prozni pisac.
Objavio dve zbirke priča Osmeh Emi Majer (2002) i Preljubnička biblija (2004), knjigu eseja Hermeneutika književne estetike (2006), antologiju srpske poezije za decu Svetu na dar (1996),tv dramu "Kobno pismo", 2016, i mnoštvo književno-teorijskih članaka i kritičkih prikaza u periodici i dnevnim listovima (Sveske, Bagdala, Krovovi, Republika, Kulturni dodatak Politike, Danas).
Van čisto književne oblasti objavio i sledeće knjige: Ideja, egzistencija i savremeni problemi međunarodnog jezika (1980), U podnožju demokratskih propileja (2000) i etnološko-kulturnu studiju Nemački uticaj na ishranu Srba u Banatu (1997), kao i istoriju četiri edicije lista Republika od 1907. do 2013. Sloboda kao ponornica (2013). 2018. godine objavio je studiju NDH i Nedićeva Srbija: sličnosti i razlike. Urednik je u pančevačkom književnom časopisu Sveske. Stalno je zaposlen u beogradskom časopisu za politička, društvena i kulturna pitanja, Republika, kao glavni i odgovorni urednik.
Član je Međunarodnog PEN centra. Živi u Beogradu.